# Franjo Magdič
Franjo Magdič  , slovenski stenograf, * 21. november 1830, Logarovci, † 26. julij 1914, Zagreb.

## Življenje in delo
Na Univerzi v Gradcu je leta 1857 končal študij tehnike. Ves čas je služboval v Zagrebu: v letih 1858−61 v vojnem gradbenem ravnateljstvu, 1861-91 pa na realki. V letih 1861-75 je bil stenograf v hrvaškem saboru. S knjigo Stenografija hrvatska. Polagsustava Gabelsbergerov (Zagreb, 1871), ki je doživela več izdaj, je postavil temelje hrvški stenografiji. Bil je ustanovitelj saborskegs stenografskega urada, 1882 je ustanovil stenografsko društvo, v letih 1891−1902 pa je urejal glasilo Stenograf. Leta 1908 je v Zagrebu izšla njegova Slovenska stenografija, ki pa na Slovenskem ni imela večjega odmeva.